# 野良犬はダンスを踊る
『野良犬はダンスを踊る』（のらいぬはダンスをおどる）は2015年公開の日本映画。

## 概要
窪田将治監督のオリジナル映画。年齢による衰えから引退を決意したベテランの殺し屋の葛藤を描くハードボイルド作品。今作で近藤芳正は映画初主演、初濡れ場、初ハードボイルドと初物づくしとなった。その他の出演者は木下ほうか、柳憂怜、草野康太など窪田組常連ベテラン俳優の他、若手俳優の加藤慶祐、鈴木勝吾、久保田秀敏、柳英里紗など。
モントリオール世界映画祭の「フォーカス・オン・ワールド・シネマ」部門に選出された。

## キャスト
- 近藤芳正 - 黒澤宗之
- 加藤慶祐 - 林田洋平
- 鈴木勝吾 - 秋元創輝
- 久保田秀敏 - 川口一輝
- 柳英里紗 - 米沢美織
- 木下ほうか - 高山雅彦
- 川瀬陽太 - 前橋稔
- 倉貫匡弘 - 山口栄治
- 柳憂怜 - 前田澄夫
- 草野康太 - 宮崎玄汰
- 山田ジェームス武 - 森川恭司
- 山本宗介 - 原田雄也
- 中島愛里 - 悠
- 橘美緒 - 紀香

## スタッフ
- 監督・脚本・編集：窪田将治
- エグゼクティブプロデューサー：佐伯寛之・井上常明
- 撮影監督：西村博光
- 録音：田邊茂男
- ヘアメイク：知野香那子
- 音楽：與語一平
- 製作：FAITHentertainment / クラスター / スタート
- 企画：FAITHentertainment
- 配給：FAITHentertainment / クラスター

## 関連記事
- 人生初の濡れ場にも挑戦！近藤芳正主演『野良犬はダンスを踊る』公開日決定 - シネマズ
- 【新着情報】野良犬はダンスを踊る - シネマピア